# المدينة ليموالو
المدينة ليموالو (بالفرنسية: La Cité-Limoilou)‏ هي إحدى دوائر مدينة كيبك الستة تحتوي على مركز المدينة وست احياء:
- كيبك القديمة—الرأس الأبيض—التلة البرلمانية
- سانت جان باتيست
- مونت كالم
- سانت ساكرمان
- سانت سوفور
- سانت روش.[1][2][3]

## وصلات خارجية
- (بالفرنسية) الموقع الرسمي